# Burkhard Ewert
Burkhard Ewert (* 26. April 1974 in Hamburg) ist ein deutscher Journalist und Chefredakteur der Neuen Osnabrücker Zeitung.

## Leben und Beruf
Ewert ist Historiker (Magister Artium, Universität Bielefeld). Er absolvierte ein wirtschaftsjournalistisches Volontariat bei der Ostsee-Zeitung in Rostock in Kooperation mit der Axel Springer Journalistenschule in Hamburg. Beim Handelsblatt in Düsseldorf war er Redakteur und Teamleiter für Themen der digitalen Welt sowie im Ressort Politik und Wirtschaft tätig, bis er zur Neuen Osnabrücker Zeitung wechselte.
2011 wurde Ewert in die Chefredaktion der Neuen Osnabrücker Zeitung berufen. Seit 2016 war er Stellvertretender Chefredakteur. 2023 übernahm er als Nachfolger von Ralf Geisenhanslüke die Funktion als Chefredakteur, zusammen mit Louisa Riepe.
Ewert ist zugleich Chefredakteur für Politik und Gesellschaft des Verbundes von NOZ Medien und Medienholding Nord (Osnabrück/Hamburg/Flensburg). Außer für die Neue Osnabrücker Zeitung erstellt die Redaktion überregionale Inhalte für weitere Medienhäuser wie den Schleswig-Holsteinischen Zeitungsverlag, die Kölnische Rundschau und die Schweriner Volkszeitung.
Er tritt als regelmäßiger Gastkommentator und Gesprächsgast im Deutschlandfunk auf.
Ewert gibt den Newsletter Rest der Republik heraus.

## Rezeption
Beim Handelsblatt schrieb Ewert im Frühjahr 2001 den, soweit bekannt, ersten Artikel in der deutschen Presse über das damalige US-Startup Google. Er zeigte sich von der Technologie des jungen Unternehmens im Vergleich zur Konkurrenz begeistert und erwartete einen Siegeszug.
2014 lieferte er sich als Politik-Chef der NOZ eine Auseinandersetzung mit Dieter Nuhr. Der Kabarettist griff die Redaktion dafür an, einem Muslim Raum geboten zu haben, der sein Programm als hetzerisch und islamfeindlich kritisiert hatte. Ewert zeigte in seiner Kommentierung Verständnis für den Kritiker, während Nuhr in fortgesetzten Interviews Ewerts Entscheidung attackierte. Ein Gericht entschied später, dass der Kritiker Abbildungen Nuhrs aus persönlichkeitsrechtlichen Gründen nicht hatte verwenden dürfen. Inhaltlich gaben die Richter dem Muslim allerdings recht. So habe er Nuhr einen „Hassprediger“ nennen dürfen.
In der Wulff-Affäre zählte Ewert zu den wenigen Journalisten, die durch Gegenrecherche und Analyse zur Entlastung des später auch gerichtlich rehabilitierten Bundespräsidenten beitrugen. Christian Wulff hebt dies in seinem Buch „Ganz oben - ganz unten“ hervor und nennt Ewert neben Hans Leyendecker (Süddeutsche Zeitung), Josef Joffe (Die Zeit) und Dunja Hayali (ZDF); S. 213.
In der Corona-Krise nahm Ewert früh eine skeptische Haltung ein. Er kritisierte die Schutzmaßnahmen als überzogen. Die Positionierung brachte ihm sowohl Anerkennung als auch Kritik ein.
Im September 2023 rügte der Deutsche Presserat die Neue Osnabrücker Zeitung für Ewerts Kolumne mit dem Titel Krieg in der Ukraine: Zum Glück gibt es ‚Telegram‘ wegen der ungeprüften Übernahme von Telegram-Meldungen. Der Beschwerdeausschuss erkannte darin einen massiven Sorgfaltsverstoß nach Ziffer 2 des Pressekodex. Auch in Meinungsbeiträgen müssten die Tatsachen stimmen. Falsche Tatsachen benannte der Presserat indes keine.
Die TAZ und Übermedien kritisierten im Oktober 2024 die Neue Osnabrücker Zeitung, das Onlinemagazin Multipolar und das Meinungsforschungsinstitut Forsa für eine gemeinsam vorgelegte und von der Neuen Osnabrücker Zeitung beauftragte repräsentative Umfrage zur Corona-Impfung.

## Publikation
- Der Erste Weltkrieg: global und lokal. Eine Zeitenwende, die bis heute wirkt (HRSG), Hamburg, 2014. ISBN 978-3-944791-02-9